# Centruroides anchorellus
Centruroides anchorellus (лат.) — вид скорпионов из семейства Buthidae. Эндемик Кубы. Встречаются от засушливых прибрежных степей до тропического дождливого леса. Древесные скорпионы, живущие под корой и внутри эпифитных бромелиевых. Длина тела взрослых самцов 30—70 мм, самок — 35—55 мм. Весь скорпион жёлтого цвета с тёмными пятнами различной формы: на мезосоме и педипальпах обычно имеются две тёмные продольные линии, головогрудь, хелицеры, ноги и низ метасомы в точках; у некоторых особей или популяций тёмные пятна могут отсутствовать. В неволе живут до 2—3 лет.